# Eldtorn
Eldtorn (Pyracantha coccinea) är en rosväxtart som beskrevs av M. J. Roemer. Enligt Catalogue of Life och  Dyntaxa ingår eldtorn i släktet eldtornar och familjen rosväxter. Arten förekommer tillfälligt i Sverige, men reproducerar sig inte.
Blomman är gräddvit.

## Underarter
Arten delas in i följande underarter:
- P. c. lalandei
- P. c. lalandei
- P. c. implexa
- P. c. fructu-albo

## Bildgalleri

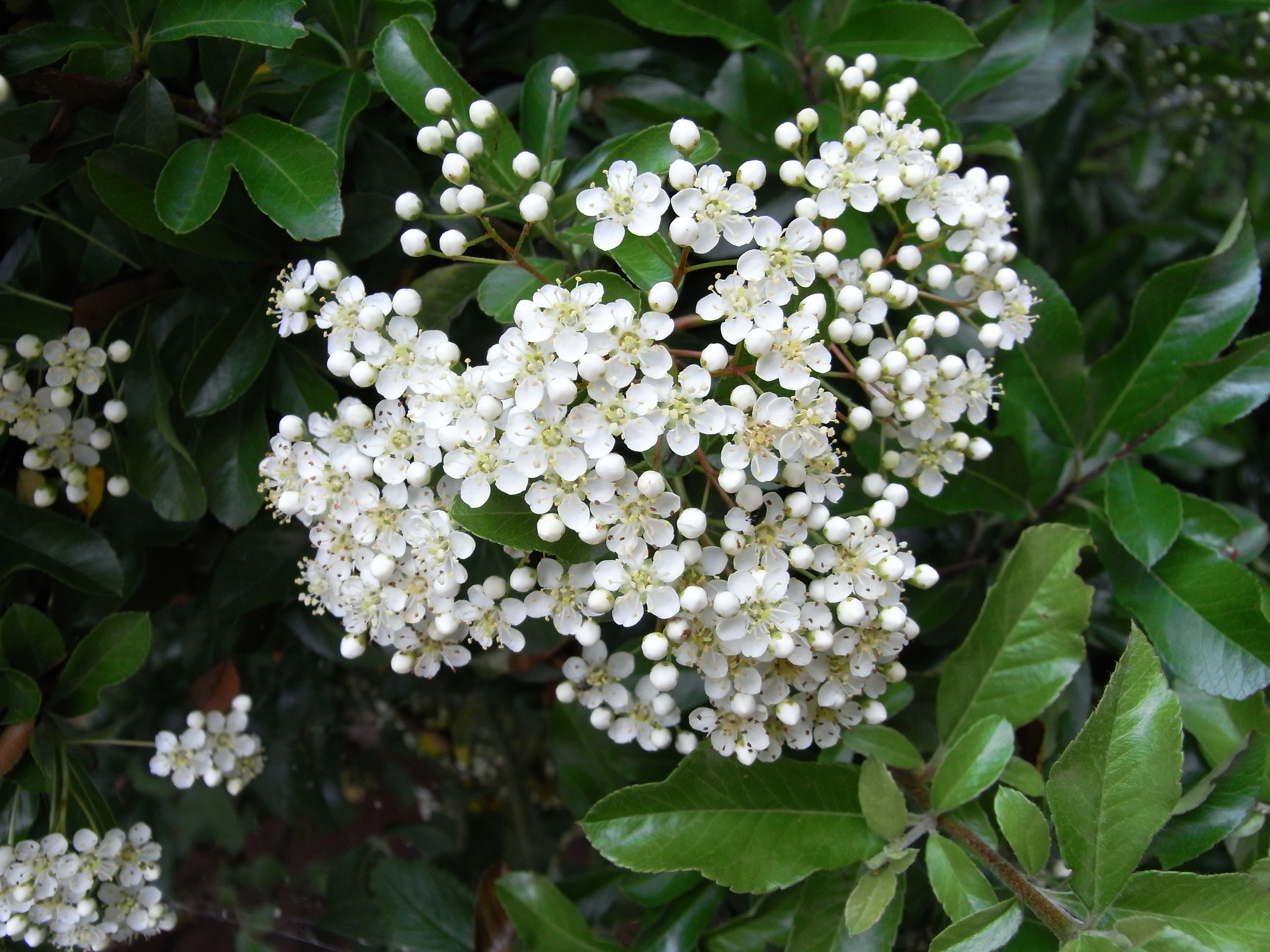
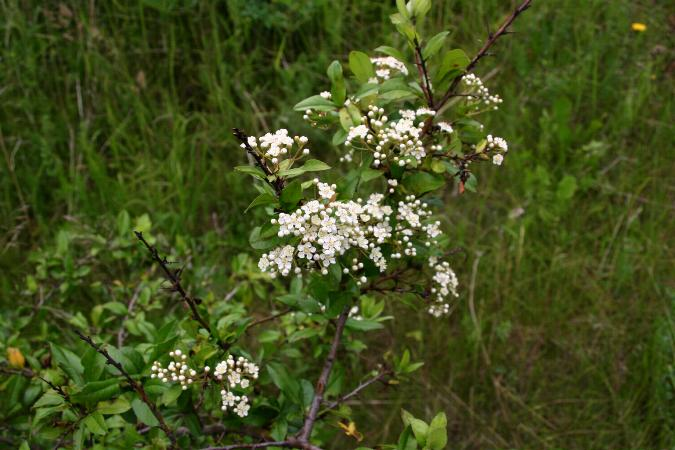
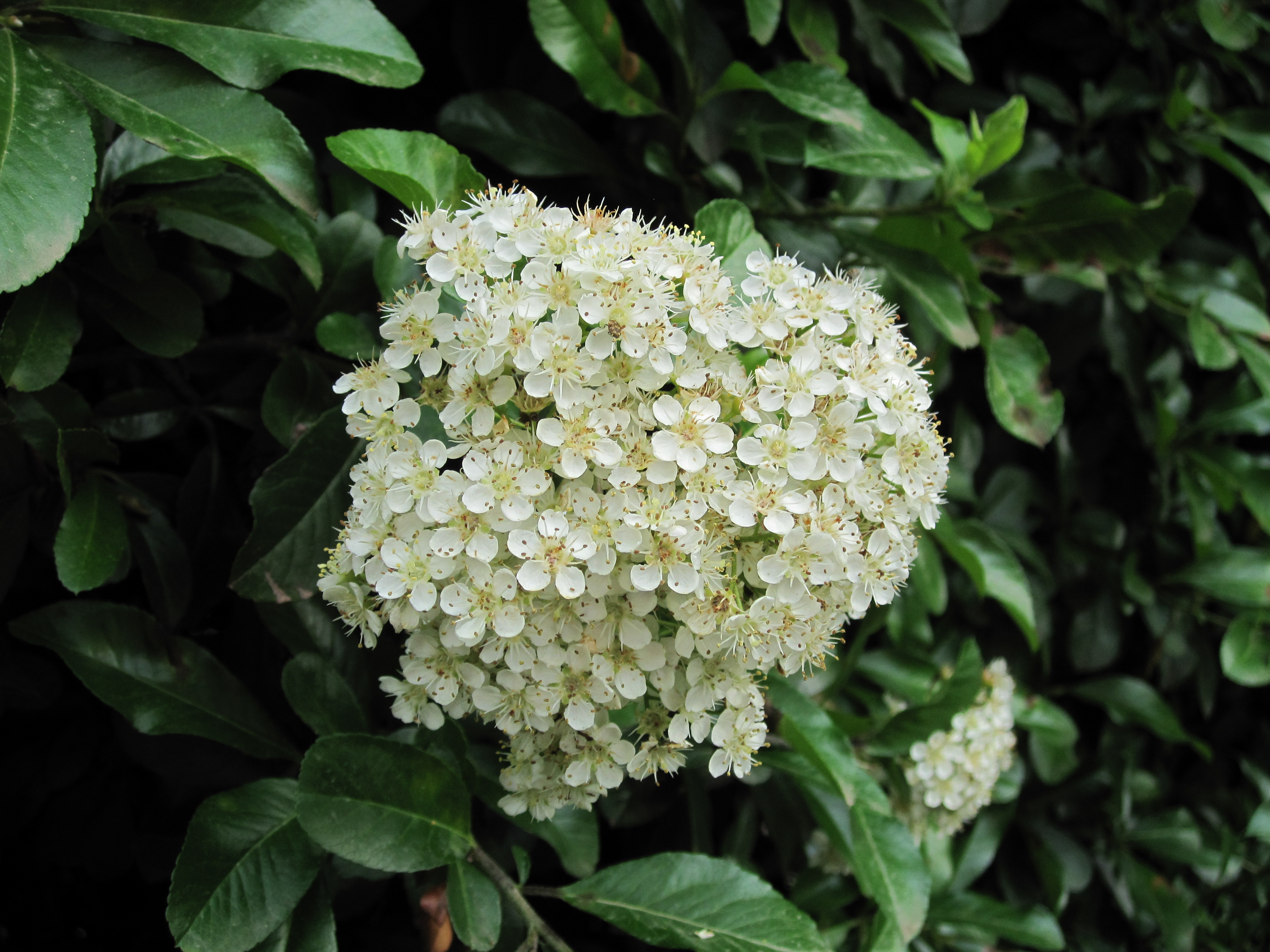
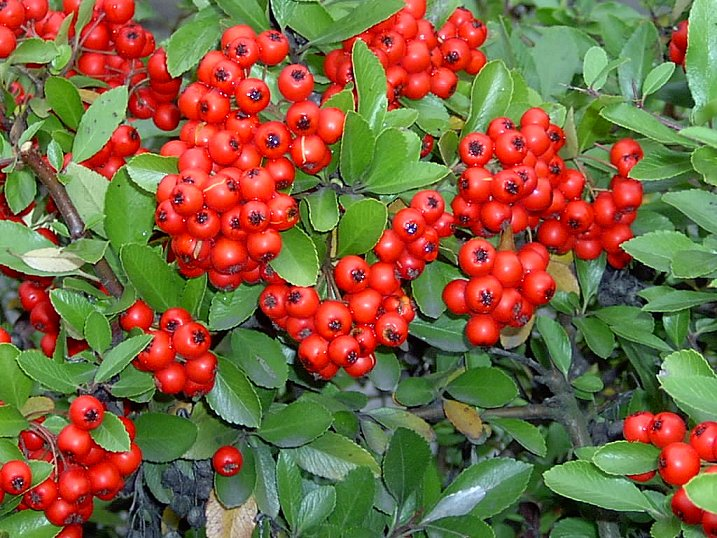
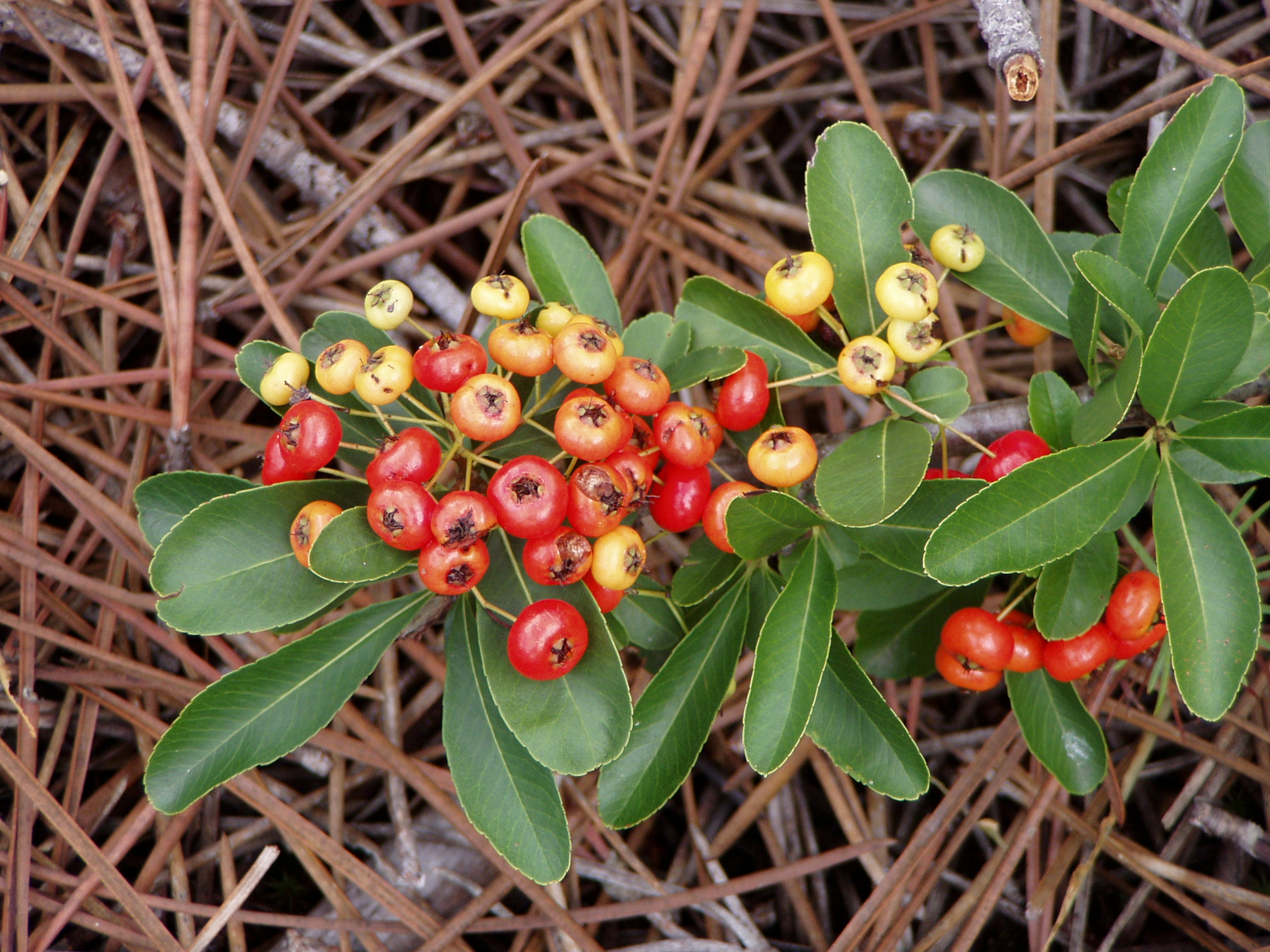
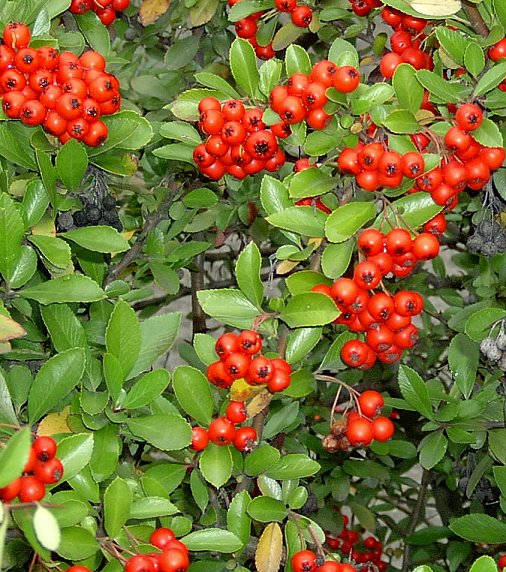